# 祖关山墓葬群
祖关山墓葬群是中国浙江省宁波市一处古墓群，位于宁波老城南门外，以祖关山为中心，西南两面为祖关河，东界南塘河，北界护城河。祖关山墓葬群为宁波最大的一处墓葬群，历代即为墓葬地，形成小土山。1956年因宁波站建设进行发掘，发现年代从战国至明代的墓葬128座，其中汉代木墩墓出土文物达到1124件。该墓葬对宁波地区战国至六朝的研究具有一定的历史价值。
1961年，祖关山墓葬群被列入宁波市文物保护单位。